# Fontanile
Fontanile (piemontiul: Fontanij) település Olaszországban, Piemont régióban, Asti megyében. Lakosainak száma 486 fő (2023. január 1.). Fontanile Alice Bel Colle, Castel Boglione, Castelletto Molina, Mombaruzzo, Quaranti, Castel Rocchero és Nizza Monferrato községekkel határos.

## Népesség
A település lakossága az elmúlt években az alábbi módon változott:
| Lakosok száma | 572  | 560  | 486  |
|               | 2017 | 2018 | 2023 |